# 長野電鉄500形電気機関車

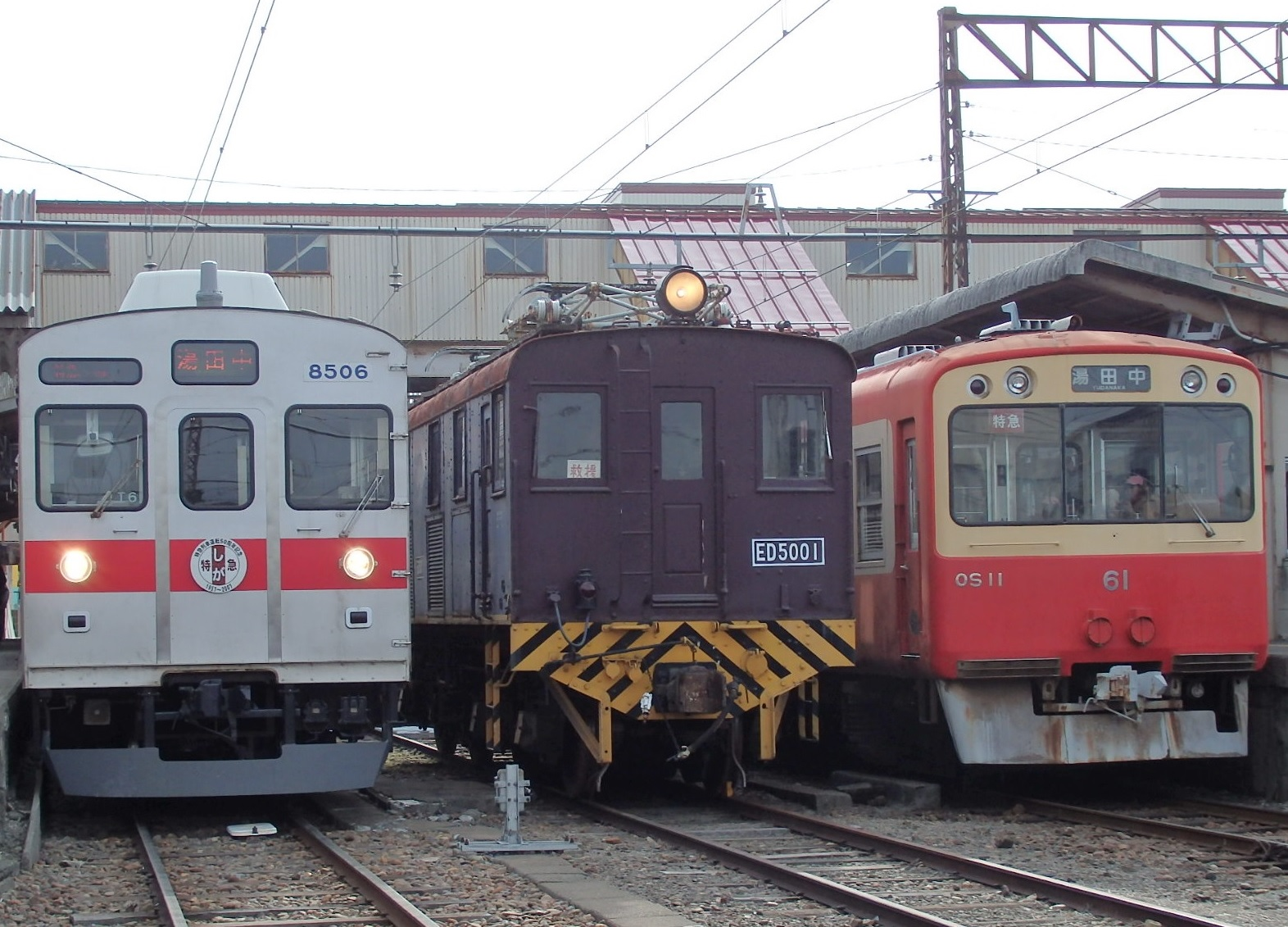
長野電鉄イベント「S11編成＆ED5001形　お別れ会」での展示。ED5001形は中央（2017年3月、須坂駅）。

長野電鉄500形電気機関車（ながのでんてつ500がたでんききかんしゃ）は、長野電鉄が1927年（昭和2年）から翌1928年（昭和3年）にかけて新製した直流電気機関車である。3両が在籍したが、現在はすべて除籍されている。

## 概要
貨物列車の動力近代化を目的として、1927年（昭和2年）5月に501が、同年10月に502が、翌1928年（昭和3年）8月に503が、いずれも日立製作所において新製された。
鉄道省が1926年（大正15年）に同じく日立製作所において新製したED15形電気機関車を設計の基本とし、ED15形と同様の箱形車体を備える。その他、同時期に日立製作所においてED15形を設計の基本として新製された電気機関車には南武鉄道に納入された1001形電気機関車および富士身延鉄道に納入された210形電気機関車が存在するが、鉄道省ED15形を含む3形式がいずれも自重50t級であるのに対し、本形式は36.27tと比較的軽量であり、主電動機出力や各部寸法も前掲3形式と比較して一回り小さい点が異なる。

## 運用
後の改番により本形式はED5000形ED5001 - ED5003と改称された。貨物列車の牽引やスキーシーズンの日本国有鉄道からの直通列車の牽引に使用されたが、1969年（昭和44年）に廃線となった定山渓鉄道線よりED500形電気機関車2両を譲り受け、ED5100形として導入したことに伴って、余剰となったED5002・ED5003が1970年（昭和45年）4月に廃車となり、越後交通へ譲渡された。
ED5100形が貨物輸送の主力機となったのち、本形式中唯一残存したED5001は予備機として待機することが多くなった。1979年（昭和54年）4月1日付で長野電鉄における貨物営業が廃止されると、用途を失ったED5100形は越後交通に譲渡されたが、ED5001は長野電鉄に在籍する唯一の電気機関車として残存し、除雪・入換・工事・救援用として使用されていた。しかし軌道モーターカーや除雪車の導入により次第に用途を失い、最晩年は譲受車搬入・廃車車両の車両輸送が主な用途であった。1990年代に入ると新OSカー10系と連結してイベント運転にも充当されたが、2002年（平成14年）3月15日の須坂 - 信濃川田間での廃車車両の回送を最後に運用を終了し、同年3月31日付で除籍された。
除籍後は長電テクニカルサービスの機械扱いとして、須坂駅構内の入換作業に用いられた。2006年には東葉高速鉄道で不要となったアント車両移動機が導入されたが、ED5001も引き続き入換に使用されていた。しかし、2017年（平成29年）3月5日に須坂駅でお別れ会が催され、直後に10系と共に解体処分されたため現存しない
。

## 越後交通ED510形
越後交通に譲渡されたED5002・ED5003は後部標識灯の移設、ステップ兼用のスノープロウ取り付け枠の設置などが行われ、ED510形ED511・ED512と改称・改番された。導入後は同社長岡線において貨物列車牽引に充当されたが、1979年（昭和54年）に前述したED5100形が譲渡されたことで余剰となり、1980年（昭和55年）1月24日付で2両とも廃車された。
ED512は現地で解体されたが、ED511は保存のため同年10月に長野電鉄へ引き取られ、1990年（平成2年）以降は小布施駅構内に完成した「ながでん電車の広場」に移設され静態保存された。なお、静態保存にあたっては車体標記を旧番号の「502」に戻すといった復元作業が行われたが、越後交通譲渡に際して移設された後部標識灯の位置など、原形ではない部分も存在する。その後、2012年の屋代線廃止時に信濃川田駅に移設された後、2015年4月以降は直富商事（長野市大豆島）で保存されており、本形式で唯一の現存車となっている。